# Sphaerodactylus underwoodi
Sphaerodactylus underwoodi este o specie de șopârle din genul Sphaerodactylus, familia Gekkonidae, descrisă de Schwartz 1968. Conform Catalogue of Life specia Sphaerodactylus underwoodi nu are subspecii cunoscute.